# Сьверчина (Лещинський повіт)
Сьверчина (пол. Świerczyna, нім. Tannacker) — село в Польщі, у гміні Осечна Лещинського повіту Великопольського воєводства.
Населення — 907 осіб (2011).
У 1975-1998 роках село належало до Лешненського воєводства.

## Демографія
Демографічна структура станом на 31 березня 2011 року:
|          | Загалом | Допрацездатний вік | Працездатний вік | Постпрацездатний вік |
| -------- | ------- | ------------------ | ---------------- | -------------------- |
| Чоловіки | 453     | 99                 | 313              | 41                   |
| Жінки    | 454     | 92                 | 269              | 93                   |
| Разом    | 907     | 191                | 582              | 134                  |